# سولیکو
گروه سولیکو، (به انگلیسی: Solico Group) هلدینگ ایرانی است، که با محوریت در حوزه صنعت غذا فعالیت می‌نماید.

## تاریخچه
اولین فعالیت‌های غلامعلی سلیمانی در حوزه صنایع غذایی در سال ۱۳۵۷ و با راه اندازی یک تولیدی همبرگر در خیابان آذربایجان آغاز شد،در سال ۱۳۵۸ با تاسیس کارخانجات دمس به عنوان اولین کارخانه فرآورده های گوشتی خارج از تهران در شیراز کار خود را به صورت رسمی آغاز و در نهایت در سال ۱۳۵۹ شرکت و کارخانجات فرآورده های گوشتی تهران(سولیکو) را به طور رسمی تاسیس و راه‌اندازی کرد و بعد از آن شروع به احداث کارخانه گوشتی آمل نمود. سولیکو در حال حاضر به‌عنوان بزرگترین گروه صنایع غذایی و خدماتی خصوصی در ایران و یکی از برترین گروه‌های صنعتی و تولیدی و خدماتی در خاورمیانه شناخته می‌شود.

## مرکز و مشارکت
گروه سولیکو دارای بیش از ۳۰ دفتر تجاری در کشورهای مختلف از جمله عراق، امارات متحده عربی، آمریکا، آلمان، انگلستان، قطر، عمان، ارمنستان، قزاقستان، تاجیکستان، ازبکستان، چین، مالزی و روسیه است. این دفاتر وظیفه مهم صادرات و همچنین تأمین بخشی از زنجیره تولید محصولات را به عهده دارند. دفتر مرکزی این شرکت در برج‌های دریاچه جمیرا در منطقه بیزینس سنتر جمیرا شهر دبی قرار دارد. سولیکو در کشورهای مستقل همسود و منا برنامه‌های و راهبردهای تجاری و اقتصادی پیاده کرده‌است.

## کارخانه‌ها و صادرات
گروه سولیکو دارای ۱۴ کارخانه و ۳۵ برند مختلف و دارای بیش از ۲۰۰۰ رده محصولی است که بزرگترین آن فراورده‌های لبنی کاله و فراورده‌های گوشتی کاله می‌باشد. بیش از ۲۵ هزار نفر در بخش‌های گوناگون گروه صنایع غذایی سولیکو و کاله در حال فعالیت هستند تا بیش از دوهزار و ۶۵۰ تن انواع فراورده‌های لبنی را به دست مصرف‌کننده نهایی برسانند. گروه سولیکو محصولات خود را به ۱۵ کشور جهان از جمله آمریکا، روسیه، استرالیا، افغانستان، عراق و آلمان صادر می‌کند.

## دست‌آورد
گروه سولیکو به صورت ۶ سال متوالی به به‌عنوان صادرکننده برتر صنعت ایران انتخاب شده‌است. به گزارش سایت خبری غذای استرالیا، بر اساس بازارسنجی‌های شرکت بین‌المللی تحقیقات بازار یورو مانیتور، برند کاله در کنار برندهایی شناخته‌شده و جهانی همچون دانون، نستله، کنور، کرفت فودز، هرشیز، کیلوگ، کدبری، پرینگلز، اوریو، نوتلا و دیگران در ردیف پنجاه برند تعیین‌کننده صنعت غذای جهان قرارگرفته و در بین این رقبای قدرتمند، جایگاه چهل و هشتم را به خود اختصاص داده‌است.همچنین سولیکو - کاله با صادرات بیش از ۱۰۷ هزار تن انواع محصولات تنها شرکت صنایع غذایی و کشاورزی در میان ۱۰۰ صادرکننده برتر کشور در سال ۱۴۰۲ بوده است.